# شبه‌جزیره جنوبگان

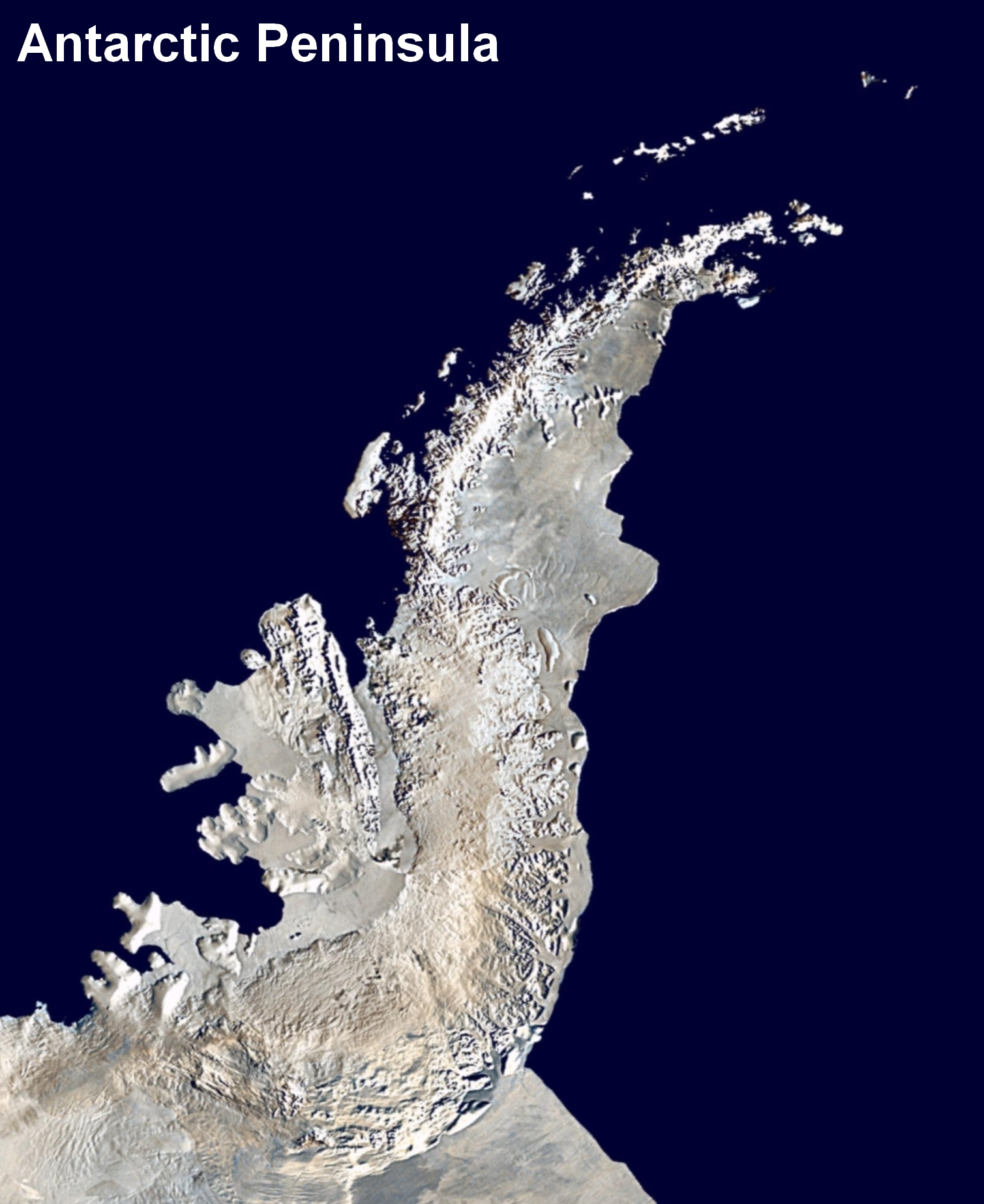
تصویر ماهواره‌ای شبه‌جزیره جنوبگان

شبه‌جزیره جنوبگان بخش شمالی سرزمین جنوبگان به‌شمار می‌آید. این شبه‌جزیره، بزرگ‌ترین شبه جزیره قطب جنوب با گستردگی ۱۳۰۰ کیلومتر می‌باشد.